# Anthony Quinn
Anthony Quinn (Chihuahua, Chihuahua, 1915. április 21. – Boston, Massachusetts, 2001. június 3.) kétszeres Oscar-díjas mexikói származású amerikai színész, producer, filmrendező. Leghíresebb filmje a Zorba, a görög (1964), amelyben olyan hitelesen játszotta el a főhőst, hogy Görögországban még tiszteletbeli görög állampolgárrá is avatták.

## Származása, Ifjúsága
Manuel Antonio Rodolfo Quinn Oaxaca néven látta meg a napvilágot a mexikói Chihuahua városában 1915-ben. Édesanyja, Manuela Nellie Oaxaca azték felmenőkkel rendelkezett. Édesapja, Francisco Quinn is Mexikóban született, de ír származású volt. Quinn katolikus neveltetést kapott, és a szülei eleinte papnak szánták a fiukat, de ő tizenegy évesen pünkösdista lett. A tanulmányait az Egyesült Államokban végezte, majd itt is diplomázott. Ekkortájt aktívan sportolt, főleg az ökölvívás érdekelte, és ez olyannyira jól ment neki, hogy eltervezte, hivatásos bokszoló lesz. Többféle kétkezi munkát is végzett, például volt cementipari munkás és taxisofőr is. Időközben a színészet is elkezdte foglalkoztatni, és kisebb darabokban kezdett szerepelni. Folyamatosan csiszolgatta a tehetségét, amelynek idővel meg is lett az eredménye, hiszen 1936-ban már a kamerák elé léphetett a The Milky Way című kisfilmben (nem szerepelt a stáblistán). 1947-ben már a Broadwayen játszott, egészen 1950-ig.

## Pályafutása
A negyvenes években még nem volt igazán kimagasló szerepe, azonban az ötvenes években gyakorlatilag berobbant a neve a köztudatba. 1952-ben ugyanis az Elia Kazan által rendezett Viva Zapata!-ban nyújtott olyan pazar alakítást a főszerepet játszó Marlon Brando mellett, hogy az Amerikai Filmakadémia Oscar-díjjal jutalmazta a legjobb férfi mellékszereplő kategóriában. Ezek után már csak úgy záporoztak rá a jobbnál jobb szerepek: játszott az olasz Parasztbecsületben (1953), A kerekasztal lovagjaiban (1953), és a Federico Fellini rendezte Országúton (1954) című filmben, amelyben artistát alakított. 1956-ban a Vincent van Gogh életét bemutató alkotásban, A nap szerelmese című filmben tűnt fel Kirk Douglas partnereként. Alakításáért másodjára nyerte el a legrangosabb filmes kitüntetést. Egy évvel később ismét jelölték a Wild Is the Wind című filmdrámában megformált nevadai farmer szerepéért. Az évtizedet két westernnel, a Cowboyháború és a Leszámolás a Puskák hegyén című filmekkel zárta. Utóbbi alkotásban ismét Kirk Douglasszel játszott együtt.
1961-ben görög hazafit alakított a Navarone ágyúi című háborús filmben, Gregory Peck és Richard Harris oldalán. Egy évvel később a hét Oscart nyert alkotásban, az Arábiai Lawrence című filmben volt látható Peter O’Toole partnereként, majd a Barabás című vallásos filmben játszotta el a címszereplőt. 1964-ben jött Quinn talán legismertebb szerepe, a Zorba, a görög, melyben a főhős megformálásáért a legjobb férfi főszereplő kategóriában jelölte őt az Akadémia, és külön érdekesség, hogy Görögországban annyira nagyra tartották a színészt ezen játékáért, hogy jutalmul megkapta a görög állampolgárságot. 1969-ben egy vígjátékban, A Santa Vittoria-akcióban a színész addig rejtett komikus oldaláról is megmutatkozott, melyért Golden Globe-jelölést kapott. 
A hetvenes évek kisebb visszaesést hoztak az addig töretlenül menetelő művész pályájában, és nem sikerült igazán megválogatnia a szerepeit, sőt az idősödő, de még akkor is legendának tartott Quinn a következő évtizedben is egyre inkább háttérbe szorult. 1988-ban egy televíziós filmben, az Onassis: A leggazdagabb ember a világban című filmben vállalt szerepet. Ennek köszönhetően életében először és utoljára tiszteletét tehette az Emmy-díj ünnepségén is, ám végül nem nyerte el a díjat – igaz, egy évvel korábban Golden Globe-életműdíjjal tüntették ki. 1989-ben a híres hegedűművészt, Antonio Stradivarit keltette életre a róla szóló életrajzi filmben, majd Kevin Costner és Madeleine Stowe oldalán játszott a Revans című akciófilmben, amelyben a negatív karaktert formálta meg. 
1991-ben a Négykezes géppisztolyra című gengszterfilmben volt látható több, akkor még csak a szárnyait bontogató ifjú színész társaságában. A film a nézők körében sikeresnek bizonyult, ennek ellenére a kritikusok nem voltak megelégedve Quinn alakításával. Ezek után több vígjátékban, mint a Dzsungellázban, vagy Arnold Schwarzenegger óriásit bukott filmjében, Az utolsó akcióhősben kapott epizódszerepet. 1995-ben egy romantikus alkotásban, a Pár lépés a mennyország című filmben tűnt fel Keanu Reeves oldalán, majd rá egy évre ismét televíziós produkcióban, a Gotti című filmben vállalt szerepet mint maffiavezér. Ettől kezdve Quinn tudatosan készült a visszavonulásra, és nem játszott többet, azonban a halála előtt mégiscsak sikerült rávennie őt Martyn Burke rendezőnek, hogy vegyen részt készülő filmjében, a Késő bosszúban Sylvester Stallone oldalán. Ez az alkotás volt a színész utolsó munkája. 2001. június 3-án, Bostonban hunyt el a torokrákjával összefüggő légzési nehézségek és tüdőgyulladás következtében.

## Magánélete
Quinn az élete során háromszor nősült meg, és mindegyik feleségétől született gyermeke: az első feleségtől, Katherine DeMille-től három lánya és két fia, a másodiktól, Jolanda Addoloritól, akivel a legtöbb ideig élt együtt, három fia. A harmadik felesége, Kathy Benvin pedig egy lánnyal és egy fiúval ajándékozta meg. A színész a szabadidejében szívesen hódolt a kedvenc időtöltésének, a festészetnek. Több saját alkotása díszítette otthonának a falait. Emellett szívesen írt regényeket, novellákat. A pályafutása során a forgatókönyvírással is megpróbálkozott, kevés sikerrel.

## Filmográfia
- 2002: Késő bosszú
- 1999: Halálos zarándoklat (tévéfilm)
- 1996: Gotti (tévéfilm)
- 1996: A polgármester
- 1995: Pár lépés a mennyország
- 1994: Herkules és az alvilág
- 1994: Herkules és az amazonok
- 1994: Herkules és a tűzkör
- 1993: A mágus
- 1993: Az utolsó akcióhős
- 1991: Dzsungelláz
- 1991: Mama pici fia
- 1991: Négykezes géppisztolyra
- 1990: Az öreg halász és a tenger (TV-film)
- 1990: Revans
- 1990: Szellemképtelenség
- 1989: Az érzelmek embere
- 1989: Stradivari (tévéfilm)
- 1988: Onassis: A leggazdagabb ember a világban (tévéfilm)
- 1987: Kincses sziget az űrben
- 1981: A sivatag oroszlánja
- 1981: A gyilkos szalamandra
- 1979: Átjáró
- 1978: A görög mágnás
- 1978: Karavánok
- 1978: Sanchez gyermekei
- 1977: A Názáreti Jézus (tévéfilm)
- 1976: Az Üzenet
- 1976: A Ferramonti örökség
- 1976: Blöff
- 1974: Marseille-i szerződés
- 1973: A Don halála
- 1973: Süket Smith és nagyfülű Johnny
- 1972: Across the 110th street
- 1970: Az utolsó harcos
- 1969: Egy királyi álom
- 1969: A Santa Vittoria-akció
- 1968: A halász cipője
- 1968: Harc San Sebastianért
- 1967: A kalandor
- 1967: A huszonötödik óra
- 1966: Elveszett dicsőség
- 1964: Az öreg hölgy látogatása
- 1964: Zorba, a görög
- 1962: Rekviem, a ringben
- 1962: Arábiai Lawrence
- 1962: Barabás
- 1961: Navarone ágyúi
- 1960: A préri rózsája
- 1959: Leszámolás a Puskák hegyén
- 1959: Cowboyháború
- 1958: A kalóz
- 1958: Fekete orchidea
- 1957: Wild Is the Wind[* 1]
- 1956: A Del Rio-i ember
- 1956: A nap szerelmese
- 1956: A párizsi Notre-Dame
- 1955: A bikaviador
- 1954: Országúton
- 1954: "Attila, il flagello di Dio"
- 1953: Város a tenger alatt
- 1953: Lovagolj, Vaguero!
- 1953: Távol Szumátrától
- 1952: Viva Zapata!
- 1945: Vissza Bataanra
- 1943: Különös eset
- 1942: A fekete hattyú
- 1941: Az utolsó emberig
- 1939: Acélkaraván
- 1936: Az igazi férfi
- 1936: The Milky Way

## Díjak és jelölések
Oscar-díj
- 1957 – díj: Legjobb férfi mellékszereplő – A nap szerelmese (1956)
- 1953 – díj: Legjobb férfi mellékszereplő – Viva Zapata! (1952)
- 1965 – jelölés: Legjobb férfi főszereplő – Zorba, a görög (1964)
- 1958 – jelölés: Legjobb férfi főszereplő – Vad szél (1957)

Golden Globe-díj
- 1987 – díj: Cecil B. DeMille-életműdíj
- 1997 – jelölés: Legjobb férfi mellékszereplő (televíziós sorozat, televíziós minisorozat vagy tévéfilm) – Gotti (1996)
- 1970 – jelölés: Legjobb férfi főszereplő (musical/vígjáték) – A Santa Vittoria-akció (1969)
- 1965 – jelölés: Legjobb férfi főszereplő (filmdráma) – Zorba, a görög (1964)
- 1963 – jelölés: Legjobb férfi főszereplő (filmdráma) – Arábiai Lawrence (1962)
- 1957 – jelölés: Legjobb férfi mellékszereplő – A nap szerelmese (1956)

BAFTA-díj
- 1966 – jelölés: Legjobb külföldi színész – Zorba, a görög (1964)
- 1963 – jelölés: Legjobb külföldi színész – Arábiai Lawrence (1962)

Emmy-díj
- 1988 – jelölés: Legjobb férfi mellékszereplő (televíziós minisorozat vagy tévéfilm) – Onassis: A leggazdagabb ember a világban (1988)

## További információ
- Hivatalos oldal
- Anthony Quinn a PORT.hu-n (magyarul)
- Anthony Quinn az Internetes Szinkronadatbázisban (magyarul)
- Anthony Quinn az Internet Movie Database-ben (angolul)
- Anthony Quinn a Rotten Tomatoeson (angolul)